# Misato (Shimane)
Misato (美郷町?) è una cittadina giapponese della prefettura di Shimane.